# Bomba Dischi
Bomba Dischi è un'etichetta discografica indipendente italiana, fondata a Roma nel 2012.

## Storia
L'etichetta viene inizialmente fondata da Davide Caucci come supporto ad un gruppo emergente, i Boxerin Club, per poi estendere, nel giro di pochi anni, la propria attività di produzione anche ad altri artisti, fra cui i Bamboo, i Sadside Project ed Adriano Viterbini. Durante questa prima fase, Bomba Dischi collabora attivamente con l'agenzia di comunicazione Sporco Impossibile, anch'essa di sede a Roma.
A fine 2015, l'etichetta acquisisce notorietà nazionale grazie al successo del singolo Cosa mi manchi a fare di Calcutta. Negli anni seguenti, contribuisce all'evoluzione della scena musicale italiana indie e pop, con gran parte della sua produzione che si basa sulla distribuzione digitale.
Bomba Dischi ha collaborato con vari artisti della scena indie nazionale, tra cui: Calcutta, Pop X, Adriano Viterbini, Francesco De Leo, Psicologi, Ariete, Bnkr44, CLAVDIO, Giorgio Poi, Franco126, Carl Brave e Mèsa.
Nel 2022, insieme a Gucci, l'etichetta produce un album dedicato a Pier Paolo Pasolini, intitolato Canzonette e contenente cinque cover di canzoni della musica popolare romana, amate o scritte direttamente dallo stesso autore.

## Artisti
Lista degli artisti attualmente sotto contratto con l'etichetta:
- Ariete
- Asp126 x Ugo Borghetti
- Bnkr44
- Calcutta
- Ciliegia Suicidio
- Chiaroscuro
- CLAVDIO
- Colombre
- Erin
- Esseho
- Fenoaltea
- Francesco De Leo
- Franco126
- Germanò
- Gianni Bismark
- Giorgio Poi
- Hello Mimmi
- John Canoe
- Mesa
- Nuvolari
- Piccolo
- Pippo Sowlo
- Pop X
- Psicologi
- Adriano Viterbini
- Carl Brave x Franco126